# Campionati mondiali di volo con gli sci 1972
I Campionati mondiali di volo con gli sci 1972, prima edizione della manifestazione, si svolsero dal 24 al 26 marzo a Planica, in Jugoslavia, e contemplarono esclusivamente la gara individuale maschile. Erano previste quattro serie di salti, ma a causa delle cattive condizioni atmosferiche ne vennero realizzate soltanto due.

## Risultati
| Posizione | Atleta              | Nazione        | Punti |
| --------- | ------------------- | -------------- | ----- |
| 1         | Walter Steiner      | Svizzera       | 427,5 |
| 2         | Heinz Wosipiwo      | Germania Est   | 395,0 |
| 3         | Jiří Raška          | Cecoslovacchia | 379,0 |
| 4         | Juhani Ruotsalainen | Finlandia      | 376,5 |
| 5         | Jaromír Lidák       | Cecoslovacchia | 372,0 |
| 6         | Manfred Wolf        | Germania Est   | 361,5 |

Trampolino: Letalnica

## Medagliere per nazioni
| Posizione | Nazione        | Oro | Argento | Bronzo | Totale |
| --------- | -------------- | --- | ------- | ------ | ------ |
| 1         | Svizzera       | 1   | 0       | 0      | 1      |
| 2         | Germania Est   | 0   | 1       | 0      | 1      |
| 3         | Cecoslovacchia | 0   | 0       | 1      | 1      |